# Muzea w Toruniu
Muzea w Toruniu – wykaz muzeów mających siedzibę na terenie Torunia.
Początki muzealnictwa w Toruniu sięgają końca XVI wieku, kiedy to w Gimnazjum Akademickim utworzono tzw. Musaeum, w którym zaczęto gromadzić m.in. portrety uczonych i instrumenty naukowe. Ze zbiorów tego muzeum zachowały się do dziś m.in. XVI i XVII-wieczne portrety Mikołaja Kopernika, które wiszą w Sali Wielkiej Ratusza Staromiejskiego.W okresie, gdy Toruń należał do Królestwa Prus powołano do życia w 1861 roku Städtisches Museum z siedzibą w Ratuszu Staromiejskim. W czasie zaboru pruskiego istniało także polskie Muzeum Towarzystwa Naukowego. W 1920 roku Städtisches Museum przemianowano na Muzeum Miejskie. 15 lat później Muzeum Miejskie rozpoczęło starania o nadanie statusu Muzeum Narodowego. Plany przerwał wybuch wojny.
W 1930 roku władze Torunia połączyły Muzeum Miejskie z Muzeum Towarzystwa Naukowego. W okresie międzywojennym rozpoczęto także budowę gmachu przy ul. Chopina na siedzibą Muzeum Ziemi Pomorskiej. Jego budowę, według projektu Stefana Putowskiego i Tadeusza Kaszubskiego, rozpoczęto w 1937 roku, a ukończono po wybuchu II wojny światowej (według innego źródła w 1938 roku). Gmach przeznaczono na niemiecką szkołę inżynierii lotniczej. Po II wojnie światowej budynek przejął Uniwersytet Mikołaja Kopernika, lokując w nim Bibliotekę Główną.
W 1945 roku reaktywowano Muzeum Miejskie. W 1965 roku zostało przemianowane na Muzeum Okręgowe w Toruniu. W 1959 roku założono Muzeum Etnograficzne.

## Muzea
- Muzeum Okręgowe w Toruniu – miejska instytucja kultury wpisana do Rejestru Instytucji Kultury. Jej organem założycielskim jest Gmina Miasta Toruń. Zostało założone w 1861 roku jako Städtisches Museum. Pod obecną nazwą działa od 1965 roku[2]. Główna siedziba Muzeum mieści się w Ratuszu Staromiejskim przy Rynku Staromiejskim 1[2][6]. Muzeum Okręgowe dzieli się na siedem działów:
  - Dom Mikołaja Kopernika (przy ul. Mikołaja Kopernika 15/17, założone w 1960 roku)[2][6]
  - Muzeum Sztuki Dalekiego Wschodu (przy Rynku Staromiejskim 35, założone w 1970 roku)[2][6]
  - Muzeum Historii Torunia (przy ul. Łaziennej 16, założone w 1989 roku, do 2011 roku funkcjonujące pod nazwą Dom Eskenów)[2][6]
  - Muzeum Podróżników im. Tony’ego Halika (przy ul. Franciszkańskiej 9/11, założone w 2003 roku)[2][6]
  - Muzeum Toruńskiego Piernika (przy ul. Strumykowej 4, założone w 2015 roku)[2][6]
  - Muzeum Twierdzy Toruń (przy ul. Wały Generała Sikorskiego 23/25, założone w 2020 roku)[2][7]
- Muzeum Etnograficzne im. Marii Znamierowskiej-Prüfferowej – muzeum etnograficzne założone w 1959 roku, wydzielone z Muzeum Miejskiego[5]. Mieści się przy ulicy Wały Generała Władysława Sikorskiego 19, w budynku dawnego arsenału artyleryjskiego[5][8]. W skład muzeum wchodzą trzy parki etnograficzne: w sąsiedztwie muzeum, w Kaszczorku oraz w Wielkiej Nieszawce[5].
- Centrum Sztuki Współczesnej Znaki Czasu – instytucja kulturalna popularyzująca sztukę współczesną, założona powołana do życia w 2006 roku. Oficjalne otwarcie Centrum dla publiczności miało miejsce 14 czerwca 2008 roku. Centrum jest pierwszym w Polsce obiektem poświęconym sztuce współczesnej, powstałej w Polsce po 1939 roku[9]. Centrum mieści się przy ul. Wały gen. Sikorskiego 13[10].
- Muzeum Uniwersyteckie – muzeum znajdujące się w Collegium Maximum przy placu Rapackiego. Muzeum wystawia dzieła sztuki polskiej w Wielkiej Brytanii oraz insygnia i portrety Rektorów Uniwersytetu Mikołaja Kopernika. W Muzeum organizowane są wystawy czasowe, gdzie prezentowane są zbiory z Archiwum Emigracji[6].
- Muzeum Diecezjalne w Toruniu – muzeum znajdujące się przy ul. Żeglarskiej 7, kierowane przez diecezję toruńską. W zbiorach muzeum znajdują się dzieła sztuki sakralnej z Pomorza (od gotyckich po XIX-wieczne)[6].
- Muzeum Artylerii – muzeum założone w 1977 roku, od 2013 roku wchodząca w skład Muzeum Wojsk Lądowych w Bydgoszczy. Mieści się przy ul. Jana III Sobieskiego 36[11].
- Fundacja Generał Elżbiety Zawackiej – fundacja zajmująca się dokumentowaniem i upamiętnianiem osób związanych z Wojskową Służbą Kobiet, konspiracją pomorską podczas II wojny światowej oraz Działem Łączności Zagranicznej V oddziału Komendy Głównej Armii Krajowej (tzw. Zagrody)[12]. W siedzibie fundacji znajduje się wystawa poświęcona Elżbiecie Zawackiej – żołnierzowi AK, emisariuszce Komendantury Głównej AK do Sztabu Naczelnego Wodza w Londynie, jedynej kobiety wśród 316 cichociemnych, a także założycielce Fundacji[12][6]. Siedziba fundacji mieści się przy ul. Podmurnej 93[12][6].
- Żywe Muzeum Piernika – muzeum działające przy ul. Rabiańskiej 9, popularyzujące historię pierników toruńskich[6].
- Muzeum Motoryzacji – mieści się w Zespole Szkół Samochodowych im. gen. Józefa Bema przy ul. Grunwaldzkiej 25b[13][14].
- Muzeum Fortyfikacji Pancernej Twierdzy Toruń – mieści się przy ul. Poznańskiej 191-199[15].
- Fort IV Twierdzy Toruń – XIX-wieczny fort mieszczący się przy ul. Chrobrego 86[16], od 1994 roku systematycznie rewitalizowany i wyposażany przez prywatnego właściciela[17].
- Muzeum Historyczno-Wojskowe – muzeum mieszczące się w I Liceum Ogólnokształcącym przy ul. Zaułek Prosowy 1. Pierwsza wystawa została zaprezentowana w 2003 roku[18].
- Kolejowa Izba Tradycji – muzeum mieszczące się w dworcu kolejowym Toruń Główny[19], założone w 2015 roku[20][21].
- Muzeum rycerzy i żołnierzyków – mieści się przy ul. Małe Garbary 19, pierwsze muzeum w Polsce poświęcone figurkom historycznym[22].
- Dom PRL-u – założone w 2019 roku, mieszczące się przy ul. Mostowej 13[23].
- Muzeum Techniki i Inżynierii Komunalnej Torunia – muzeum założone w 2023 roku, mieszczące się w budynku kompleksu stacji pomp „Stare Bielany” przy ul. św. Józefa[24].
- Muzeum Zabawek i Bajek – prywatne muzeum znajdujące się przy ul. Ducha Świętego 12[25]. Kolekcja muzeum składa się ok. tysiąca eksponatów pochodzących z XIX i XX wieku[26].

W Toruniu istniało również Muzeum Przyrodnicze Uniwersytetu Mikołaja Kopernika, eksponujące zbiory flory i fauny z całego świata. Mieściło się ono w Wydziale Biologii i Ochrony Środowiska przy ul. Lwowskiej 1. Zostało zamknięte w 2017 roku.